# 대전두리초등학교
대전두리초등학교는 대한민국 대전광역시 유성구에 있는 공립 초등학교이다.

## 학교 연혁
- 2004.11.01. 대전두리초등학교 설립인가
- 2005.09.01. 대전두리초등학교 개교
- 2005.09.01. 45학급 편성(특수학급 1학급 포함)
- 2005.09.05. 병설유치원 2학급 개원
- 2006.12.29. 대전광역시서부교육지원청 학교 교육 활동 우수학교 표창
- 2007.12.11. 대전광역시교육청 독서교육 Top-school 우수학교 표창
- 2009.12.22. 대전광역시교육청 교육활동 우수학교 표창
- 2010.10.27. 대전광역시교육청 인성교육 우수브랜드학교 표창
- 2011.12.05. 대전광역시교육청 e-러닝 선도학교 최우수학교 표창
- 2014.12.31. 대전광역시교육청 독서교육 Top-리딩 School 우수학교 표창
- 2014.07.22. 대전광역시서부교육지원청 인성 네트워크 우수학교 선정
- 2015.02.14. 제9회 졸업(졸업생 198명, 총2381명)
- 2015.03.01. 41학급 편성(특수학급 1학급 포함)
- 2015.03.01. 병설 유치원 4학급 편성(특수학급 1학급 포함)

## 참고 자료
- 대전두리초등학교 - 한국교육학술정보원 학교알리미